# Fjodor Tolbuhin
Fjodor Ivanovič Tolbuhin (ruski: Фёдор Иванович Толбухин; 16. lipnja 1894. – 17. listopada 1949.) je bio sovjetski maršal, heroj Sovjetskog Saveza, heroj Narodne Republike Bugarske i narodni heroj Jugoslavije.

## Životopis
Fjodor Ivanovič Tolbuhin je rođen 16. lipnja 1894. godine u selu Androki, kraj Jaroslavlja. Podrijetlom je iz obitelji siromašnih seljaka, otac Ivan i majka Ana imali su sedmoro djece. Poslije završene osnovne škole, 1907. umro mu je otac, pa je morao prijeći kod brata u Petrograd, gdje je završio trgovačku školu i izvesno vrijeme radio kao trgovac.

### Prvi svjetski rat i Oktobarska revolucija
Kada je započeo Prvi svjetski rat, Fjodor je 1915. godine postao dobrovoljac ruske vojske. Poslije kratkog boravka u vozačkoj školi u Petrogradskoj nastavnoj automobilskoj četi, kao motociklist bio je upućen na sjeverozapadnu bojišnicu, u stožer Šeste pješadijske divizije. Dva mjeseca poslije toga stupio je u časničku školu u Oranienbaumu. Kada je završio skraćeni tečaj, srpnja 1915. godine, promaknut je u čin zastavnika i upućen na raspored u 22. brigadu. Kada su, u svojoj ljetnjoj ofenzivi, Nijemci uspjeli probiti bojišnicu Treće ruske armije u Galiciji, i ubrzo zauzeti Przemyśl, Lavov i znatan dio Galicije, Tolbuhin je polovinom rujna bio prebačen u sastav Devete armije. Naredbom zapovjednika armije, postavljen je za mlađeg časnika u 11. četi, a poslije 11 dana postao je njezin zapovjednik.
Pošto je savezničko zapovjedništvo 1916.. godine tražilo da i Rusija prijeđe u protuofenzivu kako bi olakšali situaciju na zapadnom ratištu, 4. lipnja 1916. postrojbe ruskog Jugozapadne fronte počele su nastupanje prema zapadu. Za potporučnika Tolbuhina ova operacija je bila vrlo značajna, iako nije dala posebne rezultate. Među vojnicima se počeo postupno javljati se protest protiv daljnjeg vođenja rata. U bataljunima i četama pojavili su se boljševički leci s pozivom da se okonča imperijalistički rat. U puku u kome je služio Fjodor, postala su učestala dezerterstva. Februarska revolucija zadesila ga je u 13. pograničnom zamurskom puku, gdje je zapovjedao bataljunom. Na vojničkoj konferenciji bio je izabran u pukovski komitet i sudjelovao u lipanjskom pohodu kada je bio teško ranjen. U rujnu je bio promaknut u čin kapetana i upućen u Omsk, u 37. sibirski puk. Tamo je stigao kada je već bila formirana sovjetska vlast.
U prosincu 1917. godine Tolbuhin je poslan na dvomjesečno odsustvo zbog bolesti. To vrijeme je proveo u rodnom mjestu u Jaroslavskoj guberniji, a u ožujku 1918. godine je demobiliziran.
Nakon oporavka, već krajem lipnja 1919. godine Tolbuhin je stupio u Crvenu armiju i raspoređen je u Štab zapadne bojišnice, a nešto kasnije upućen je na školovanje stožernih časnika. Završio je tečaj i 15. prosinca iste godine imenovan je za pomoćnika načelnika štaba tek formirane 56. streljačke divizije, a nešto kasnije bio je i načelnik njezinog štaba. Za postignute uspjehe u borbi, odlikovan je Ordenom crvene zvijezde.

### Međuratno razdoblje
U jesen 1926. godine Fjodor je bio upućen u Vojnu akademiju „Frunze“, a 1933. – 1934. završio je i Operativni fakultet. U 1930. godini bio je postavljen za načelnika korpusa, i na toj dužnosti proveo je šest godina. Godinu kasnije, postao je član Komunističke partije SSSR-a.
Pošto su ga zaobišle Staljinove čistke, već u rujnu 1937. godine postavljen je za zapovjednika 72. streljačke divizije u Kijevskom vojnom okrugu.

### Drugi svjetski rat
Početak Drugog svetskog rata zatekao ga je na dužnosti načelnika štaba Zakavkaskog vojnog okruga, koji je dobio zadatak da osigura zapadne granice Sovjetskog Saveza, a istovremeno i sjeverne granice Irana, gdje se trebala uspostaviti veza sa savezničkim postrojbama. 
Studenog 1941. godine, Zakavkaski vojni okrug bio je preimenovan u Zakavkasku frontu, a Tolbuhin u načelnika Operativnog odjeljenja fronte. Početkom 1942. godine, ofenziva koju je pripremao nije dala željene rezultate, pa je u ožujku 1942. bio oslobođen dužnosti i pozvan u Moskvu na odgovornost.
U ljeto 1942. godine, kada su Nijemci prenijeli težište svojih operacija prema Donskom bazenu i kavkaskoj nafti, Tolbuhin je postavljen za šef štaba na Krimskoj fronti i zapovjednika 57. sovjetske armije u bici za Staljingrad. 
Od ožujka 1943. godine Tolbuhin je zapovjednik Južne fronte, zatim zapovjednik Četvrte ukrajinske fronte, a sredinom 1944. godine postavljen je za zapovjednika Treće ukrajinske fronte. Postrojbe pod njegovim zapovjedništvom oslobodile su: Taganrog, Donjeck, Rostovsku oblast, Nikopolj, Krivi Rog, Krim i Sevastopolj, i do sredine kolovoza 1944. izbile na granicu Rumunjske. Pošto su, u suradnji s postrojbama Druge ukrajinske fronte, u Jaško-kišinjevskoj operaciji razbile njemačko-rumunjske snage, postrojbe Treće ukrajinske fronte oslobodile su Bugarsku i, u suradnji s postrojbama Narodnooslobodilačke vojske Jugoslavije, sudjelovale u oslobođenju Beograda i dijela Srbije. Krajem 1944. godine, postrojbe 3. ukrajinske fronte, pod zapovjedništvom Tolbuhina, sudjelovale su u oslobođenju Budimpešte, a početkom 1945. godine u zauzimanju Beča. Dana 8. svibnja 1945. njegove trupe su se susrele s američkim trupama u Donjoj Austriji. 
Poslije završetka rata, Tolbuhin je bio zapovjednik Zakavkaskog vojnog okruga i član Vrhovnog sovjeta SSSR-a. Umro je od dijabetesa 17. listopada 1949. godine u Moskvi, a njegova urna je sahranjena u Kremlju.

## Počasti i odlikovanja
Maršal Tolbuhin je počasni građanin Sofije (od 1946.) i Beograda (od 1947.). Posthumno je 7. svibnja 1965. godine proglašen za Heroja Sovjetskog Saveza. Odlukom Predsjedništva AVNOJ-a, 31. svibnja 1945. godine odlikovan je Ordenom narodnog heroja Jugoslavije.
Dobio je i brojna sovjetska priznanja: dva puta Orden Lenjina, Orden pobjede, tri Ordena crvene zastave, dva puta Orden Suvorova 1. reda, Orden Kutuzova 1. reda, kao i Orden crvene zvijezde.